# Škoda Motorsport
Lo Škoda Motorsport è il reparto corse ufficiale della Škoda, che ha partecipato al campionato del mondo rally dal 1999 al 2007, per poi dedicarsi all'Intercontinental Rally Challenge (IRC) e al World Rally Championship-2 (WRC-2).

## Storia

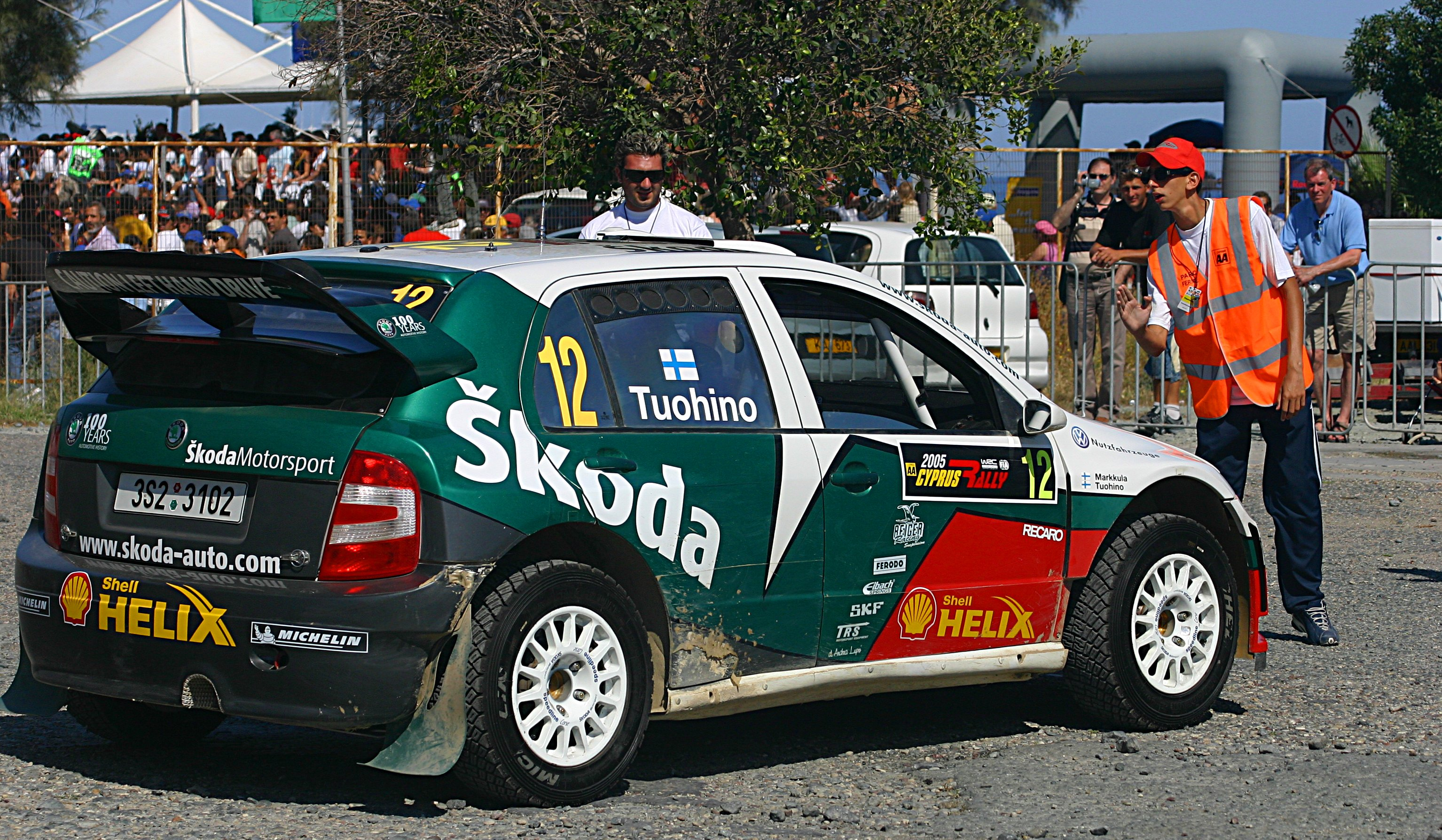
Una Škoda Fabia WRC al rally di Cipro del 2005

Dopo l'iniziale impegno nel campionato del mondo rally, in cui debutta con la Škoda Octavia WRC prima e successivamente con la Skoda Fabia Wrc , si è cimentata nelle serie minori con risultati d'eccellenza. Debutta nell'Intercontinental Rally Challenge nel 2009 e nei due anni successivi fa il pieno di titoli, sia costruttori che piloti. Sempre nel 2011 vince il titolo piloti anche nel Super 2000 World Rally Championship, con il finlandese Juho Hänninen.
Nel 2015 la casa ceca, nell'ambito del programma Volkswagen, è rientrata nel campionato del mondo rally, nello specifico nella classe WRC-2, preparando delle Škoda Fabia con specifiche R5, messe anche in vendita per scuderie private. Alla guida delle vetture sono stati ingaggiati Esapekka Lappi, Pontus Tidemand e Jan Kopecký per partecipare con un programma parziale. I piloti si sono classificati rispettivamente terzo, quarto e ottavo, permettendo però alla scuderia di vincere la classifica riservata.
Nel 2016 il programma parziale è stato rinnovato e i piloti sono stati confermati. In questa stagione Lappi si è aggiudicato il titolo piloti, mentre Kopecký e Tindemand si sono classificati rispettivamente quarto e quinto. La scuderia si è inoltre aggiudicata per il secondo anno consecutivo il titolo riservato.
Per il 2017 Lappi è stato ingaggiato dalla Toyota come pilota ufficiale per competere nel WRC; al suo posto è stato ingaggiato Andreas Mikkelsen, rimasto senza una guida dopo il ritiro della Volkswagen dal WRC.

## Risultati

### Campionato del mondo rally

#### WRC-2
| Anno | Vettura            | Pilota                  | 1       | 2       | 3     | 4       | 5       | 6       | 7     | 8       | 9       | 10      | 11      | 12      | 13     | 14    | PP  | Punti | PS  | Punti |
| ---- | ------------------ | ----------------------- | ------- | ------- | ----- | ------- | ------- | ------- | ----- | ------- | ------- | ------- | ------- | ------- | ------ | ----- | --- | ----- | --- | ----- |
| 2013 | Škoda Fabia S2000  | Esapekka Lappi          | MON Rit | SVE     | MES   | POR 1   | ARG     | GRE     | ITA   | FIN 11  | GER     | AUS     | FRA     | SPA     | GBR    |       | 16° | 25    | 16° | 25    |
| 2015 | Škoda Fabia R5     | Esapekka Lappi          | MON     | SVE     | MES   | ARG     | POR 2   | ITA 9   | POL 1 | FIN 1   | GER 13  | AUS     | FRA 2   | SPA Rit | GBR    |       | 3°  | 112   | 1°  | 175   |
| 2015 | Škoda Fabia R5     | Pontus Tidemand         | MON     | SVE 5   | MES   | ARG     | POR 3   | ITA     | POL 2 | FIN 2   | GER     | AUS     | FRA Rit | SPA 1   | GBR NP |       | 4°  | 86    | 1°  | 175   |
| 2015 | Škoda Fabia R5     | Jan Kopecký             | MON     | SVE     | MES   | ARG     | POR     | ITA 3   | POL   | FIN     | GER 1   | AUS     | FRA     |         | GBR NP |       | 8°  | 58    | 1°  | 175   |
| 2015 | Škoda Fabia R5     | Jan Kopecký             |         |         |       |         |         |         |       |         |         |         |         | SPA 2   |        |       | 8°  | 58    | 15° | 18    |
| 2016 | Škoda Fabia R5     | Esapekka Lappi          | MON     | SVE 3   | MES   | ARG     | POR     | ITA 9   | POL 3 | FIN 1   | GER 1   | FRA     | SPA     | GBR 1   | AUS 1  |       | 1°  | 130   | 1°  | 219   |
| 2016 | Škoda Fabia R5     | Pontus Tidemand         | MON     | SVE 2   | MES   | ARG     | POR 1   | ITA     | POL 7 | FIN Rit | GER     | FRA     | SPA 2   | GBR 2   | AUS    |       | 5°  | 85    | 1°  | 219   |
| 2016 | Škoda Fabia R5     | Jan Kopecký             | MON     | SVE     | MES   | ARG     | POR 10  | ITA 2   | POL   | FIN     | GER 2   | FRA 2   | SPA 1   | GBR 4   | AUS NP |       | 4°  | 92    | 1°  | 219   |
| 2017 | Škoda Fabia R5     | Pontus Tidemand         | MON     | SVE 1   | MES 1 | FRA     | ARG 1   | POR 1   | ITA   | POL 2   | FIN     | GER 3   | SPA     | GBR 1   | AUS    |       | 1°  | 143   | 1°  | 193   |
| 2017 | Škoda Fabia R5     | Jan Kopecký             | MON 2   | SVE     | MES   | FRA 7   | ARG     | POR     | ITA 1 | POL     | FIN     | GER 2   | SPA 2   | GBR     | AUS    |       | 4°  | 85    | 1°  | 193   |
| 2017 | Škoda Fabia R5     | Andreas Mikkelsen       | MON 1   | SVE     | MES   | FRA 1   | ARG     | POR Rit | ITA   | POL     | FIN     | GER     | SPA     | GBR     | AUS    |       | 9°  | 50    | 1°  | 193   |
| 2017 | Škoda Fabia R5     | Juuso Nordgren          | MON     | SVE     | MES   | FRA     | ARG     | POR     | ITA   | POL     | FIN 9   | GER     | SPA 4   | GBR 5   | AUS    |       | 17° | 24    | 6°  | 73    |
| 2017 | Škoda Fabia R5     | Ole Christian Veiby     | MON     | SVE 3   | MES   | FRA 5   | ARG     | POR     | ITA 2 | POL 1   | FIN NP  | GER     | SPA     | GBR 16  | AUS    |       | 5°  | 68    | 6°  | 73    |
| 2018 | Škoda Fabia R5     | Pontus Tidemand         | MON     | SVE 2   | MES 1 | FRA     | ARG 1   | POR 1   | ITA   | FIN     | GER     | TUR Rit | GBR 2   | SPA     | AUS    |       | 2°  | 111   | 2°  | 133   |
| 2018 | Škoda Fabia R5     | Ole Christian Veiby     | MON     | SVE 3   | MES   | FRA 4   | ARG     | POR     | ITA 2 | FIN Rit | GER     | TUR     | SPA 11  | GBR 9   | AUS    |       | 7°  | 47    | 2°  | 133   |
| 2018 | Škoda Fabia R5     | Juuso Nordgren          | MON     | SVE     | MES   | FRA     | ARG     | POR 6   | ITA   | FIN     | GER     | TUR     | SPA     | GBR     | AUS    |       | 33° | 8     | 2°  | 133   |
| 2018 | Škoda Fabia R5     | Jan Kopecký             | MON 1   | SVE     | MES   | FRA 1   | ARG     | POR     | ITA 1 | FIN 9   | GER 1   | TUR 1   | SPA     | GBR 2   | AUS    |       | 1°  | 143   | 1°  | 150   |
| 2018 | Škoda Fabia R5     | Kalle Rovanperä         | MON     | SVE     | MES 5 | FRA     | ARG Rit | POR     | ITA   | FIN 4   | GER 2   | TUR     | SPA 1   | GBR 1   | AUS    |       | 3°  | 90    | 1°  | 150   |
| 2019 | Škoda Fabia R5 Evo | Kalle Rovanperä         | MON 2   | SVE 2   | MES   | FRA Rit | ARG     | CIL 1   | POR 1 | ITA 1   | FIN 1   | GER 3   | TUR 3   | GBR 1   | SPA 3  | AUS   | 1°  | 176   | 1°  | 323   |
| 2019 | Škoda Fabia R5 Evo | Jan Kopecký             | MON     | SVE     | MES   | FRA     | ARG     | CIL     | POR 2 | ITA 2   | FIN     | GER 1   | TUR 2   | GBR 2   | SPA 2  | AUS C | 4°  | 115   | 1°  | 323   |
| 2019 | Škoda Fabia R5 Evo | Marco Bulacia Wilkinson | MON     | SVE     | MES   | FRA     | ARG Rit | CIL 4   | POR   | ITA     | FIN     | GER     | TUR     | GBR     | SPA    | AUS   | 7°  | 12    | 1°  | 323   |
| 2019 | Škoda Fabia R5 Evo | Eerik Pietarinen        | MON     | SVE Rit | MES   | FRA     | ARG     | CIL     | POR   | ITA     | FIN Rit | GER     | TUR     | GBR     | SPA    | AUS   | 9°  | 0     | 1°  | 323   |

### Intercontinental Rally Challenge
| Anno | Vettura           | Pilota           | 1       | 2     | 3     | 4       | 5      | 6       | 7       | 8     | 9       | 10      | 11     | 12      | 13  | PP  | Punti | PS | Punti |
| ---- | ----------------- | ---------------- | ------- | ----- | ----- | ------- | ------ | ------- | ------- | ----- | ------- | ------- | ------ | ------- | --- | --- | ----- | -- | ----- |
| 2009 | Škoda Fabia S2000 | Jan Kopecký      | MON 4   | BRA   | KEN   | POR 2   | BEL 2  | RUS 2   | POR     | CEC 1 | SPA 1   | ITA Rit | GBR    |         |     | 2°  | 49    | 2° | 82    |
| 2009 | Škoda Fabia S2000 | Juho Hänninen    | MON Rit | BRA   | KEN   | POR Rit | BEL 5  | RUS 1   | POR     | CEC 3 | SPA     | ITA 8   | GBR    |         |     | 6°  | 21    | 2° | 82    |
| 2010 | Škoda Fabia S2000 | Jan Kopecký      | MON 5   | BRA 4 | ARG 3 | SPA 1   | ITA 3  | BEL 2   | POR Rit | POR 2 | CEC Rit | ITA 6   | GBR    | CIP     |     | 2°  | 47    | 1° | 120   |
| 2010 | Škoda Fabia S2000 | Juho Hänninen    | MON 2   | BRA 3 | ARG 1 | SPA 2   | ITA 1  | BEL Rit | POR 3   | POR 3 | CEC 2   | ITA 2   | GBR 1  | CIP     |     | 1°  | 62    | 1° | 120   |
| 2010 | Škoda Fabia S2000 | Nicolas Vouilloz | MON 3   | BRA   | ARG   | SPA     | ITA    | BEL     | POR     | POR   | CEC     | ITA     | GBR    | CIP     |     | 13° | 6     | 1° | 120   |
| 2011 | Škoda Fabia S2000 | Jan Kopecký      | MON 8   | SPA 2 | FRA 2 | UCR 3   | BEL NP | POR 3   | CEC 1   | UNG 1 | ITA 4   | GBR 5   | CIP 2  |         |     | 2°  | 152   | 1° | 362,5 |
| 2011 | Škoda Fabia S2000 | Juho Hänninen    | MON 6   | SPA 1 | FRA   | UCR 1   | BEL    | POR 1   | CEC 3   | UNG   | ITA     | GBR 2   | CIP 16 |         |     | 3°  | 125   | 1° | 362,5 |
| 2011 | Škoda Fabia S2000 | Freddy Loix      | MON 2   | SPA 4 | FRA 3 | UCR     | BEL 1  | POR     | CEC 2   | UNG 3 | ITA Rit | GBR     | CIP 5  |         |     | 4°  | 123   | 1° | 362,5 |
| 2011 | Škoda Fabia S2000 | Nicolas Vouilloz | MON 7   | SPA   | FRA   | UCR     | BEL    | POR     | CEC     | UNG   | ITA     | GBR     | CIP    |         |     | 26° | 6     | 1° | 362,5 |
| 2012 | Škoda Fabia S2000 | Jan Kopecký      | POR     | SPA 1 | IRL 3 | FRA 2   | ITA 1  | BEL     | SMR     | ROM   | CEC Rit | UCR     | BUL    | ITA 2   | CIP | 2°  | 101   | 1° | 348   |
| 2012 | Škoda Fabia S2000 | Juho Hänninen    | POR 2   | SPA   | IRL 1 | FRA     | ITA    | BEL 1   | SMR     | ROM   | CEC 1   | UCR     | BUL    | ITA Rit | CIP | 3°  | 93    | 1° | 348   |

### Campionato europeo rally
| Anno | Vettura            | Pilota         | 1     | 2     | 3       | 4       | 5     | 6       | 7     | 8       | 9     | 10    | 11      | 12    | PP  | Punti | PS  | Punti |
| ---- | ------------------ | -------------- | ----- | ----- | ------- | ------- | ----- | ------- | ----- | ------- | ----- | ----- | ------- | ----- | --- | ----- | --- | ----- |
| 2012 | Škoda Fabia S2000  | Juho Hänninen  | AUT 2 | ITA 4 | CRO 1   | BUL     | BEL 1 | TUR 1   | POR 7 | CEC 1   | SPA   | POL   | SVI     |       | 1°  | 203   | —   | —     |
| 2012 | Škoda Fabia S2000  | Jan Kopecký    | AUT 1 | ITA   | CRO     | BUL     | BEL   | TUR     | POR   | CEC Rit | SPA   | POL   | SVI     |       | —   | —     | —   | —     |
| 2012 | Škoda Fabia S2000  | Esapekka Lappi | AUT   | ITA   | CRO     | BUL     | BEL   | TUR     | POR   | CEC     | SPA   | POL 1 | SVI     |       | —   | —     | —   | —     |
| 2013 | Škoda Fabia S2000  | Jan Kopecký    | AUT 1 | LET   | SPA 1   | POR 1   | FRA 2 | BEL     | ROM 1 | CEC 1   | POL 3 | CRO 1 | ITA     | SVI   | 1°  | 287   | —   | —     |
| 2013 | Škoda Fabia S2000  | Esapekka Lappi | AUT   | LET   | SPA     | POR     | FRA   | BEL     | ROM   | CEC Rit | POL   | CRO   | ITA 2   | SVI 1 | 5°  | 64    | —   | —     |
| 2013 | Škoda Fabia S2000  | Ricardo Moura  | AUT   | LET   | SPA     | POR 3   | FRA   | BEL     | ROM   | CEC     | POL   | CRO   | ITA     | SVI   | 18° | 24    | —   | —     |
| 2013 | Škoda Fabia S2000  | Freddy Loix    | AUT   | LET   | SPA     | POR     | FRA   | BEL 1   | ROM   | CEC     | POL   | CRO   | ITA     | SVI   | 11° | 37    | —   | —     |
| 2013 | Škoda Fabia S2000  | Sepp Wiegand   | AUT   | LET   | SPA     | POR     | FRA   | BEL     | ROM   | CEC 4   | POL   | CRO   | ITA     | SVI   | 27° | 18    | —   | —     |
| 2014 | Škoda Fabia S2000  | Esapekka Lappi | AUT   | LET 1 | GRE 4   | IRL 1   | POR   | BEL Rit | EST 5 | CEC Rit | CIP   | SVI 1 | FRA Rit |       | 1°  | 162   | —   | —     |
| 2014 | Škoda Fabia S2000  | Sepp Wiegand   | AUT   | LET 5 | GRE Rit | IRL 2   | POR   | BEL 3   | EST 7 | CEC 2   | CIP   | SVI 3 | FRA Rit |       | 2°  | 128   | —   | —     |
| 2015 | Škoda Fabia R5     | Jan Kopecký    | AUT   | LET   | IRL     | POR     | BEL   | EST     | CEC 1 | CIP     | GRE   | SVI   |         |       | 8°  | 36    | —   | —     |
| 2016 | Škoda Fabia R5     | Jan Kopecký    | SPA   | IRL   | GRE     | POR     | BEL   | EST     | POL   | CEC 1   | LET   | CIP   |         |       | 6°  | 39    | 9°  | 25    |
| 2016 | Škoda Fabia R5     | Fabian Kreim   | SPA   | IRL   | GRE     | POR     | BEL   | EST     | POL   | CEC 5   | LET   | CIP   |         |       | 36° | 11    | 9°  | 25    |
| 2017 | Škoda Fabia R5     | Jan Kopecký    | POR   | SPA   | GRE     | CIP     | POL   | CEC 1   | ITA   | LET     |       |       |         |       | 9°  | 39    | 14° | 25    |
| 2018 | Škoda Fabia R5     | Juuso Nordgren | POR   | SPA   | GRE 18  | CIP Rit | ITA 7 | CEC     | POL   | LET     |       |       |         |       | 20° | 20    | 14° | 25    |
| 2018 | Škoda Fabia R5     | Jan Kopecký    | POR   | SPA   | GRE     | CIP     | ITA   | CEC 1   | POL   | LET     |       |       |         |       | 10° | 38    | 14° | 25    |
| 2019 | Škoda Fabia R5 Evo | Jan Kopecký    | POR   | SPA   | LET     | POL     | ITA   | CEC 1   | CIP   | UNG     |       |       |         |       | 7°  | 39    | 14° | 25    |

## Palmarès

### Campionato del mondo rally
- 6 Campionato europeo rally con Juho Hänninen (2012), Jan Kopecký (2013), Esapekka Lappi (2014),  Chris Ingram (2019), Andreas Mikkelsen (2021) e Efrén Llarena (2022)
- 3 Campionato Italiano Rally con Umberto Scandola (2013) e Giandomenico Basso (2019 e 2021)
- 3 International Rally Challenge con Juho Hänninen (2010) e Andreas Mikkelsen (2011 e 2012)
- 1 Mondiale SWRC con Juho Hänninen (2011)
- 8 World Rally Championship-2 con Juho Hänninen (2011), Esapekka Lappi (2016), Pontus Tidemand (2017), Jan Kopecký (2018), Pierre-Louis Loubet (2019), Emil Lindholm (2022) e Andreas Mikkelsen (2021 e 2023)
- 1 World Rally Championship-2 Pro con Kalle Rovanperä (2019)